# Heinrich von Diest
Heinrich Ludwig Friedrich Arnold von Diest est un lieutenant-général prussien, né le 16 mars 1785 à Clèves et mort le 8 novembre 1847 à Berlin.

## Origines
Heinrich von Diest est issu de la famille westphalienne von Diest, d'origine bourgeoise mais élevée à la chevalerie d'Empire en 1687 et 1743 et anoblie en Prusse en 1790. Il est le fils de Maria Anna Clarina (née von Oven, 1757–1796) et de son époux Reinhard Otto Friedrich von Diest (1748–1814), conseiller secret d'État à Clèves puis président du tribunal de Burgsteinfurt.

## Carrière militaire
Diest étudie à l'université de Münster, puis il intègre le 10e régiment d'infanterie (de) de l'armée prussienne comme caporal privé en 1799. En tant que second lieutenant, il est fait prisonnier de guerre français en 1806 après la capitulation de la forteresse de Nienburg (de). Ne trouvant pas d'affectation comme officier en Prusse après les traités de Tilsit, Diest intègre l'Armée impériale russe en 1809 avec l'accord du roi Frédéric-Guillaume III. Il y devient officier-général d'état-major et participe à la guerre patriotique de 1812 contre l'envahisseur français. Il est ensuite promu colonel russe et prend part aux guerres de libération successives en 1813. Le 11 juin 1813, Frédéric-Guillaume III le décore de l'ordre Pour le Mérite « pour son action de colonel des maréchaux des logis à la suite de Sa Majesté l'Empereur » (Alexandre Ier).
En 1815, après la signature du traité de Paris, Diest devient attaché militaire russe à Berlin. En 1818, il reprend le service dans l'armée prussienne en tant que colonel. Il devient chef de l'état-major du 5e corps d'armée à Posen pendant l'insurrection de novembre 1830 en Pologne, puis chef de la 2e inspection d'artillerie et président de la commission de vérification d'artillerie en 1831. Enfin, il devient lieutenant-général inspecteur général d'artillerie en 1843.
Diest meurt à Berlin et est inhumé le 11 novembre 1847 à l'ancien cimetière de garnison, situé Linienstraße (de).

## Mariage et descendance
Diest épouse Adolfine Johanna Adelheid Henriette (née von Gerhardt, 1795–1832) le 13 février 1816 à Flatow. De ce mariage sont issus les enfants suivants :
- Arnold (*/† 1816)
- Marie Karoline Luise (1818–1885) ∞ 1848 Ferdinand von Quast (1807–1877)
- Arnold Heinrich Ernst Otto Johann (* 1820)
- Otto Karl Erhard Heinrich (de) (1821–1901), administrateur de l'arrondissement d'Elberfeld (de), capitaine de cavalerie prussien ; seigneur de Daber marié en 1848 avec Meta von Grass (1828–1909)
- Karl Wilhelm Heinrich (1825–1834)
- Gustav Friedrich Heinrich Paul (1826–1911), président du district de Mersebourg et chanoine de Naumbourg
- Wilhelm Friedrich Ernst Heinrich (* 1828)
- Adolf Johann Georg Heinrich (1830–1834)
- Adelheid (née en 1832) ∞ Theodor Ziemendorf